# Елизавета Шведская
Елизавета Густавсдоттер Ваза (швед. Elizabeth Gustavsdotter Vasa; 5 апреля 1549 — 20 ноября 1597) — шведская принцесса. Самая младшая пятая дочь короля Швеции Густава I и его второй жены Маргариты Лейонхувуд. Герцогиня Мекленбург-Гадебуша в браке с Кристофом Мекленбургским.

## Биография

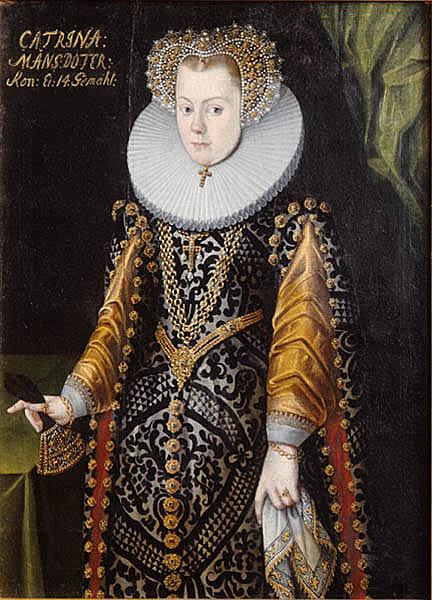
Портрет примерно 1580 года, на котором, возможно, изображена Елизавета Шведская; существует также предположение, что это портрет королевы Карин Монсдоттер.

В отличие от своей старшей сестры Софии, которая была самой несчастной из детей Густава Вазы, принцесса Елизавета самой счастливой. Она была веселой и уравновешенной личностью. Елизавету описывали как красивую блондинку. Портрет, который, как первоначально считалось изображал королеву Карин Монсдоттер, теперь считается принадлежащим ей.

### Брачные планы
В 1562 году принцесса Елизавета обручилась с Кристофом, третьим сыном Альбрехта VII, герцога Мекленбург-Гюстровского. Однако вскоре после этого он был взят в заложники и несколько лет пробыл в плены; помолвка считалась разорванной. В течение нескольких лет её братья вели переговоры по поводу её брака, стараясь обеспечить максимально выгодный политический и экономический союз в благородными домами как Германии, так и Италии. Среди рассматриваемых кандидатов был великий герцог Тосканы.
В 1574 году были заключены договорённости между её братом королём Юханом III и вдовствующей королевой Франции Екатериной Медичи о её браке с королём Генрихом III. Екатерина Медичи считала Елизавету подходящей кандидатурой, потому как не хотела, чтобы её сын женился на королевской принцессе; такой союз считался выгодным для сохранения французского влияния в Польше, а также потому, что Франция получила бы союзника за пределами земель Габсбургов, которые окружали французский территории. Французскому послу было поручено привезти портрет Елизаветы, о которой он написал следующее: «Меня уверили, что она очень красива, обладает острым умом, приятна в общении, имеет хорошую фигуру и осанку… все отмечают её огромную скромность; по правде говоря, сир, каждый, кто знает её, восхищается её добродетельностью… Она находит удовольствие игре на вёрджинеле, на котором играет лучше, чем большинство других, она также играет на лютне, и у неё мягкий характер».

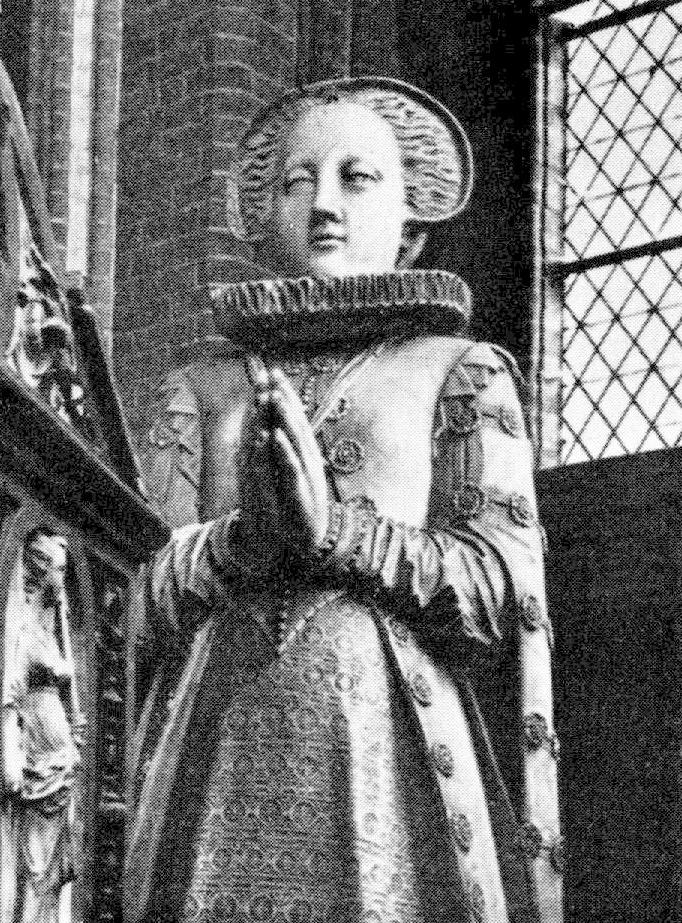
Памятник Елизавете Шведской на могиле её супруга в Шверинском соборе.

Всё было уже почти решено, когда французский король неожиданно объявил, что давно решил жениться на Луизе Лотарингской.
Сама Елизавета довольно счастливо жила при шведском дворе и по всей видимости не сожалела, что переговоры о браке провалились. У неё был свой собственный двор, и она отвечала за воспитание незаконнорождённых детей своих братьев. Карин Монсдоттер была одной из её фрейлин до того, как стала любовницей, а затем и женой брата Елизаветы, короля Эрика XIV. Когда Эрик был свергнут в 1568 году, она последняя покинула его, уплыв на лодке вместе со своей мачехой, вдовствующей королевой Катариной, и своей сестрой принцессой Софией. Зачастую ей приходилось выступать посредником и мирить своих постоянно ссорящихся братьев и сестёр.

### Брак и поздняя жизнь
В 1577 году её разорванная помолвка с недавно овдовевшим Кристофом Мекленбургским была возобновлена, и 14 мая 1581 года они поженились. Она уехала в Германию и поселились с мужем в Шверине. То, что они столько времени ждали друг друга показывает, что это был не просто брак по договорённости, но и любовный союз. Судя по их письмам можно заключить, что их брак был более счастливым, чем большинство королевских союзов того времени. У них был лишь один выживший ребёнок, дочь Маргарита Елизавета (1584—1616), которая в 1608 году вышла замуж за герцога Иоганна Альбрехта II Мекленбургского.
В 1592 году Елизавета Ваза стала овдовела, а в следующем году вернулась в Швецию. Она неожиданно скончалась в 1597 году во время переговоров о другом возможном браке. В Шверинском соборе для Елизаветы и её супруга был воздвигнут могильный памятник, однако в конце концов она была похоронена в могиле своего отца в Уппсальском соборе.